# Maja Remškar
Maja Remškar, slovenska fizičarka, * 9. maj 1960, Ljubljana.

## Življenje in delo
Remškarjeva je leta 1985 diplomirala, leta 1990 magistrirala in 1994 doktorirala, vse na Univerzi v Ljubljani, Fakulteti za matematiko in fiziko (FMF), na Oddelku za fiziko.
Deluje kot znanstvena svetnica, zaposlena na Institutu "Jožef Stefan", na Odseku za fiziko trdne snovi. Področja njenega dela so eno- in dvorazsežni kristali, anorganske nanocevke, valovi gostote naboja, samourejanje nanodelcev, nanotoksičnost, zaznavanje nanodelcev in polimerni nanokompoziti. Je raziskovalka, ki sodi med pionirke in pionirje nanotehnologije v slovenskem in mednarodnem merilu. Odkrila je različne oblike nanomaterialov, posebno spojin prehodnih kovin, kot so anorganske nanocevke, nanožičke, nanobrstiči in »mama-tube«, nekatere od njih skupaj s sodelavkami in sodelavci.
Njena bibliografija obsega več kot 480 enot, od tega je 109 izvirnih znanstvenih člankov s skupaj več kot 2600 čistimi navedki, napisala je sedem poglavij za monografije in je soinventorica šestih slovenskih in treh mednarodnih patentov ter dveh mednarodnih patentnih prijav. Leta 2007 je skupaj s sodelavkami in sodelavci ustanovila visoko tehnološko podjetje Nanotul za komercializacijo nanomaterialov, razvitih pri njenih osnovnih raziskavah. Od 2003 do 2013 je bila članica Komisije za ženske v znanosti in je sopobudnica ustanovitve Neformalne zveze slovenskih fizičark ter sourednica knjige Fizika, moj poklic: Življenje in delo naših fizičark (2007) (COBISS).

## Priznanja
- Zoisovo priznanje za pomembne dosežke na področju kemijske nanotehnologije, 2001
- Preglova nagrada za pomembne izjemne dosežke, 2009[1]